# Кадејан (Ош)
Кадејан (фр. Cadeillan) насеље је и општина у јужној Француској у региону Миди Пирене, у департману Жерс која припада префектури Ош.
По подацима из 2011. године у општини је живело 69 становника, а густина насељености је износила 16,2 становника/km². Општина се простире на површини од 4,26 km². Налази се на средњој надморској висини од 213 метара (максималној 247 m, а минималној 177 m).

## Демографија
| 1962. | 1968. | 1975. | 1982. | 1990. | 1999. | 2011. |
| ----- | ----- | ----- | ----- | ----- | ----- | ----- |
| 46    | 69    | 46    | 48    | 48    | 72    | 69    |

График промене броја становника у току последњих година